# Dichromian potasu
Dichromian potasu, K2Cr2O7 – nieorganiczny związek chemiczny, sól kwasu chromowego i potasu. Jest trujący i rakotwórczy.

## Otrzymywanie
Związek ten można otrzymać w reakcji silnego kwasu mineralnego (np. kwasu siarkowego) z chromianem potasu:
2K
2CrO
4 + H
2SO
4 → K
2SO
4 + K
2Cr
2O
7 + H
2O
lub dichromianu sodu z chlorkiem potasu:
Na
2Cr
2O
7 + 2KCl → 2NaCl + K
2Cr
2O
7

## Właściwości
W 500 °C ulega rozkładowi na chromian potasu, tlen i tlenek chromu(III):
4K
2Cr
2O
7 → 4K
2CrO
4 + 2Cr
2O
3 + 3O
2↑

### Wykrywanie dichromianów w roztworach wodnych
Dichromiany w roztworach wodnych można wykryć za pomocą próby Lehnera. Do ok. 3 ml badanego dodaje się kilka kropli wody utlenionej i roztworu kwasu siarkowego oraz 1 ml alkoholu amylowego, po czym całość należy wytrząsnąć. W obecności dichromianów zachodzi reakcja, w wyniku której do warstwy organicznej (alkohol) ekstrahuje się nietrwały nadtlenek chromu(VI), zabarwiając ją na niebiesko, natomiast w roztworze wodnym obserwujemy intensywne wydzielanie gazu (tlen) i stopniową zmianę barwy na zieloną (spowodowaną obecnością jonów chromowych(III)).

### Równowagadichromiany−chromiany
W roztworach wodnych dichromiany są trwałe tylko w środowisku kwasowym, po dodaniu zasady ich barwa zmienia się z pomarańczowej na żółtą w wyniku rozpadu jonów dichromianowych do chromianowych:
Cr
2O2−
7 + 2OH−
 → 2CrO2−
4 + H
2O
Natomiast gdy do żółtych chromianów doda się kwasu, roztwór zabarwia się na pomarańczowo w wyniku reakcji odwrotnej:
2CrO2−
4 + 2H+
 → Cr
2O2−
7 + H
2O
Zarówno w chromianach, jak i w dichromianach chrom występuje na stopniu utlenienia +6, wyżej wymienione reakcje nie są więc procesami redoks.

## Zastosowanie
Dichromian potasu jest wykorzystywany jako utleniacz w przemyśle chemicznym i preparatyce laboratoryjnej, poza tym do produkcji barwników, w elektrolizie, pirotechnice, wyrobie szkła, klejów, farbiarstwie, w fotografii, w litografii i w przemyśle ceramicznym.
Zakwaszony roztwór dichromianu potasu może służyć jako wskaźnik obecności substancji o własnościach redukujących (np. aldehydów) w badanym roztworze. Próba jest pozytywna, jeśli roztwór zmieni barwę w wyniku redukcji jonów Cr
2O2−
7 (pomarańczowe) do Cr3+ (zielone).
Roztwór dichromianu potasu w kwasie siarkowym znany jest pod nazwą chromianka. Mieszanina ta ma bardzo silne własności utleniające i była niegdyś masowo stosowana w laboratoriach do mycia szkła w celu usunięcia pozostałości substancji organicznych. Obecnie chromianka jest stosowana rzadko ze względu na kłopotliwą utylizację odpadów zawierających związki chromu, a związki organiczne usuwa się ze szkła za pomocą kąpieli w ługach (takich jak stężone roztwory NaOH lub KOH; roztwór propan-2-olanu potasu w propan-2-olu), lub w roztworze Pirania (mieszanina perhydrolu i kwasu siarkowego).

## Zagrożenia
Dichromian potasu, podobnie jak inne związki chromu(VI), jest toksyczny i ma działanie mutagenne, teratogenne oraz rakotwórcze dla ludzi. Jest też niebezpieczny dla środowiska. W przypadku spożycia 2–3 gramów dichromianu potasu dochodzi do ostrej niewydolności nerek i wątroby oraz uszkodzenia układu pokarmowego, co często powoduje śmierć.